# 볼타 전지

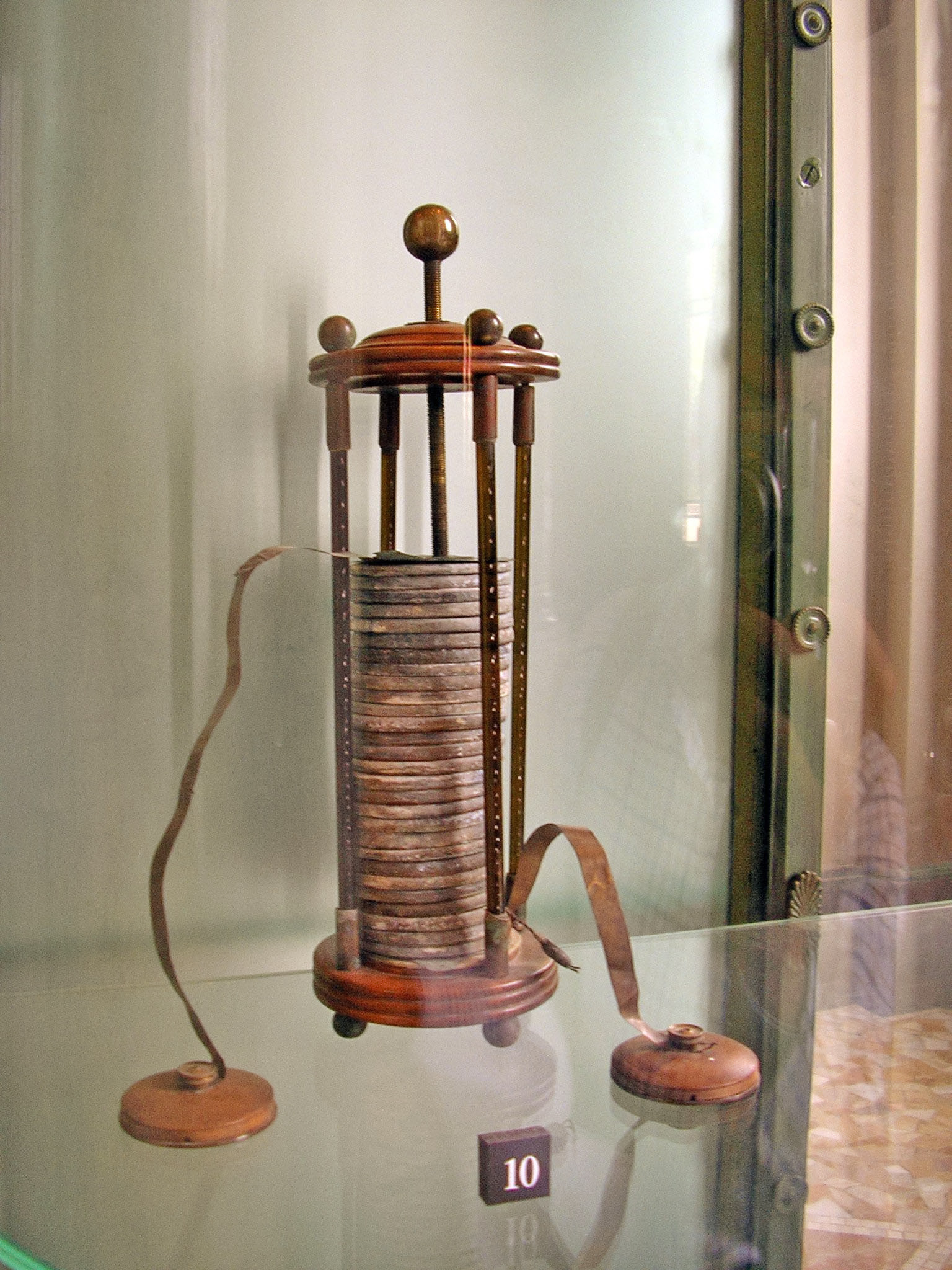

볼타전지는 1800년 알레산드로 볼타에 의해 발명된 세계 최초의 전지이다.
묽은 황산을 전해액(電解液)으로 하여 그 속에 구리판(+극)과 아연판(－극)을 세우면, 약1.1V의 기전력(起電力)이 생긴다. 표준상태에서 아연의 환원 전위는 -0.76V이고 구리의 환원전위는 0.34V가 맞으나 실제 반응에서는 구리이온이 존재하지 않으므로 수소이온과 아연금속이 반응한다. 따라서 표준상태에서 0.00V-(-0.76V)=0.76V 의 기전력이 생긴다.
볼타전지의 발명은 전류의 지속적인 발생에 성공했다는 점에서 의의가 있으나, 대공업의 동력원으로서는 한계를 갖고 있다.

## 참고 자료
- 이 문서에는 다음커뮤니케이션(현 카카오)에서 GFDL 또는 CC-SA 라이선스로 배포한 글로벌 세계대백과사전의 내용을 기초로 작성된 글이 포함되어 있습니다.

1. ↑  《글로벌 세계대백과사전》, 〈볼타 전지〉